# Obed Dlamini
 (mars 2020).
Obed Mfanyana Dlamini (4 avril 1937, Mhlosheni (en) - 18 janvier 2017, hôpital Milpark (en)) a été Premier ministre du Swaziland du 12 juillet 1989 au 25 octobre 1993.

## Biographie
Il a ensuite été membre du Liqoqo (conseil consultatif du roi) et a été l'un des deux membres du conseil à être affilié à un parti politique.
Il était membre du Congrès national de libération de Ngwane (en). Obed Dlamini était également membre du Parlement où il représentait la circonscription de Nhlambeni dans la région de Manzini. 